# Mick Tucker
Michael Thomas "Mick" Tucker, född 17 juli 1947 i London, död 14 februari 2002 i Welwyn Garden City, Hertfordshire, var en engelsk rockmusiker, mest känd som trummis i gruppen Sweet.
Som ung pojke var Mick Tuckers stora intresse teckning och målning. Påverkad av musiker som Sandy Nelson, Buddy Rich och Gene Krupa blev trummor det stora intresset i tonåren. Hans far Hubert Tucker uppmuntrade sin son och hjälpte honom till en första spelning som vikarie för Brian Bennett i beatgruppen The Shadows på en lokal arbetarklubb. 
Tucker började spela mer regelbundet som 18-åring, på pubar och klubbar, med soulbandet Wainwright's Gentlemen där Ian Gillan var sångare. Brian Connolly efterträdde senare Gillan som sångare. 
I januari 1968 startade Tucker tillsammans med Steve Priest, Brian Connolly och Frank Torpey bandet Sweetshop. År 1969 ersattes Frank Torpey på gitarr av Mick Stewart som i sin tur året därpå ersattes av Andy Scott. Bandnamnet förkortades till "Sweet" sommaren 1968.
Under en stor turné 1985 fick Tucker avbryta turnerandet pga bukspottkörtelinflammation. Han kunde aldrig återvända till att spela med Sweet.
Mick Tucker avled i sviterna av leukemi.